# Huttonia palpimanoides
Huttonia palpimanoides är en spindelart som beskrevs av O. Pickard-Cambridge 1879. Huttonia palpimanoides ingår i släktet Huttonia och familjen Huttoniidae. Inga underarter finns listade i Catalogue of Life.